# Stäppknölfly
Stäppknölfly, Heliothis adaucta är en fjärilsart som först beskrevs av Arthur Gardiner Butler 1878.  Stäppknölfly ingår i släktet Heliothis, och familjen nattflyn, Noctuidae. Arten förekommer tillfälligt i Sverige, men reproducerar sig inte.

## Bildgalleri

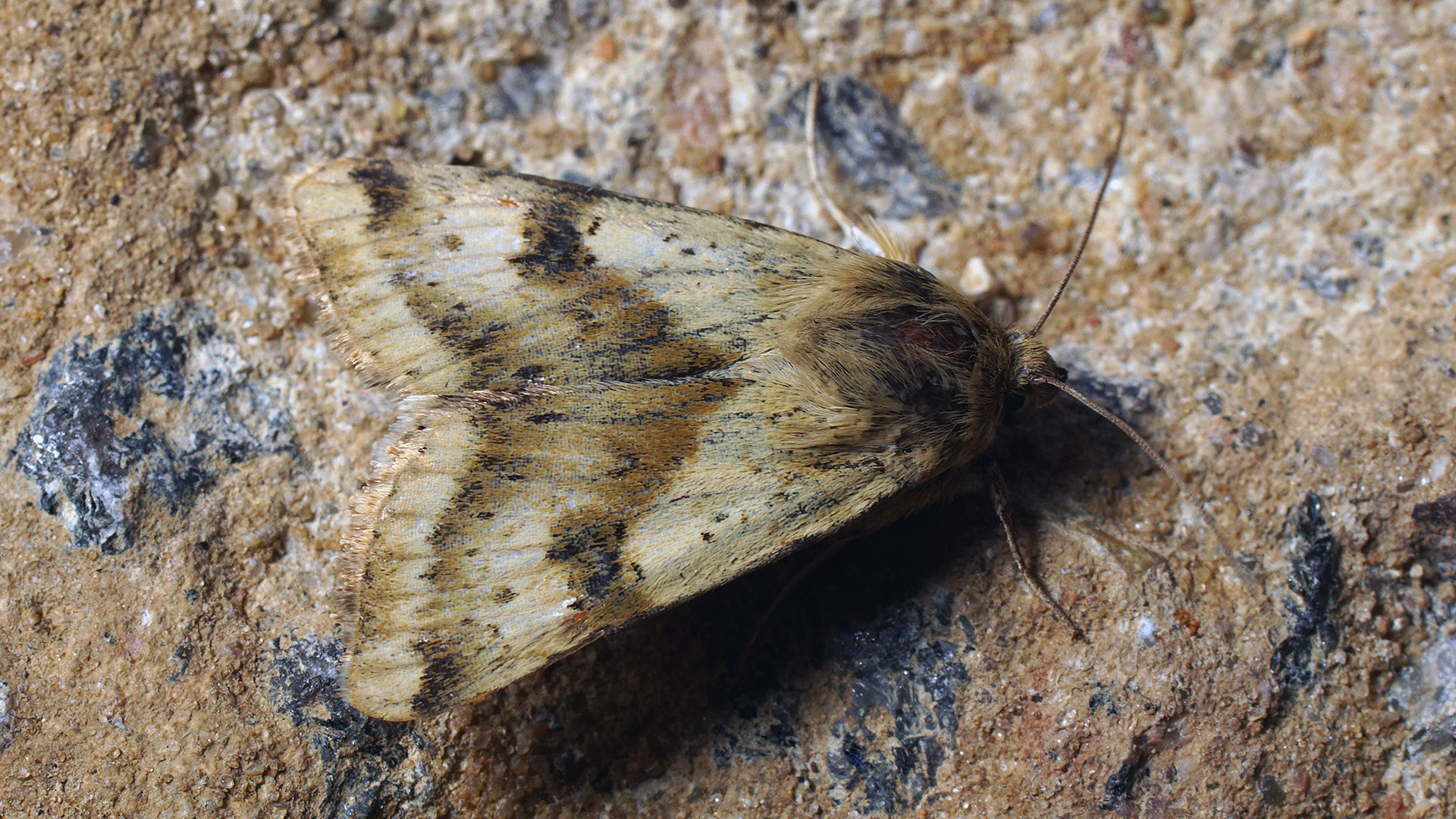
Imago fjäril
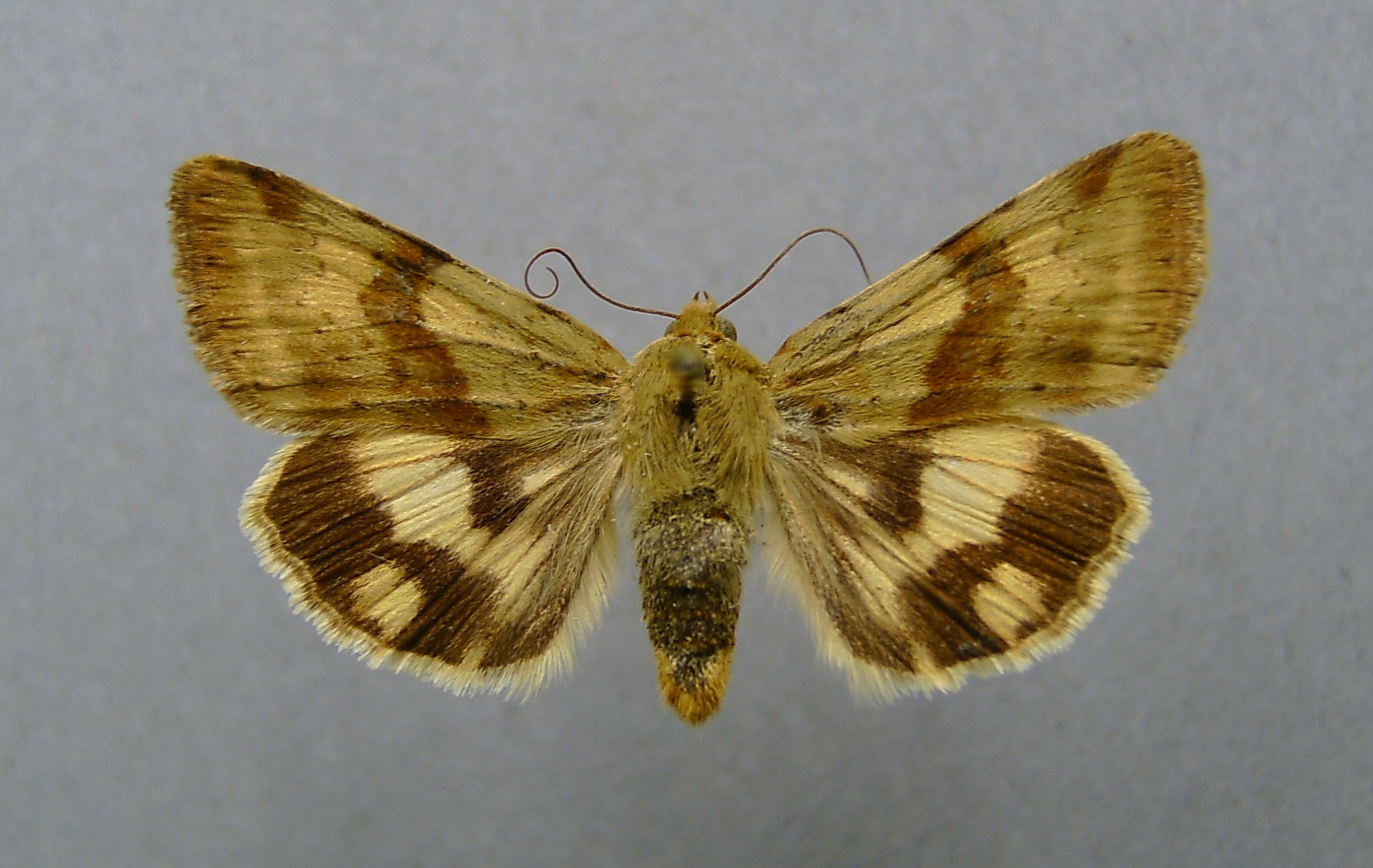
Preparerad (uppnålad) imago fjäril